# フランツ・ライヒェルト
フランツ・ライヒェルト（Franz Reichelt、1878年10月16日 - 1912年2月4日）は、オーストリア・ウィーン出身の発明家、仕立て屋であり、その不慮の死によって知られている。

## 生涯
1879年にウィーンで生まれ、1898年にパリへ引っ越した。1909年にはフランス国籍を取得している。
1910年7月から、ある発明品の開発に取り掛かった。それは現代のパラシュートと同じ原理で地上に降りる外套であった。その成果を証明するため、1912年2月4日、当時人工の建造物としては世界最高の高さだったエッフェル塔のデッキ（高さ60m）から飛び降りた。
だが発明品の外套は開かず、地上に激突し、立ち会っていた関係者によって死亡が確認された。この事故の一部始終は、集まっていた取材陣のカメラに収録されていた。
ジャンプスーツを着用したベースジャンピングのはしりであったが、現代のベースジャンピングも着陸用に別途パラシュートを要し、ライヒェルトと同様に多くの挑戦者が事故で死亡し危険である。